# Christian Holmes
Christian Holmes (Leland, 14 settembre 1997) è un giocatore di football americano statunitense che milita nel ruolo di cornerback per i Washington Commanders della National Football League (NFL).

## Carriera

### Washington Commanders
Holmes al college giocò a football a Missouri (2016-2019) e a Oklahoma State (2020-2021). Fu scelto nel corso del settimo giro (240º assoluto) nel Draft NFL 2022 dai Washington Commanders. Nella settimana 6 contro i Chicago Bears compì una giocata chiave negli special team nel quarto periodo quando recuperò un punt sfuggito al ritornatore avversario Velus Jones Jr. sulla linea delle 6 yard dei Bears. Ciò portò i Commanders a segnare il loro unico touchdown nella vittoria per 12-7 su Chicago. La sua stagione da rookie si concluse con 12 tackle e 2 fumble recuperati disputando tutte le 17 partite, di cui 2 come titolare.